# Philippe Jaroussky
Philippe Jaroussky (ur. 13 lutego 1978 w Maisons-Laffitte) – francuski śpiewak operowy, kontratenor.

## Życiorys
Wykształcenie muzyczne zdobywał w konserwatorium w Wersalu, gdzie studiował grę na skrzypcach i fortepianie, harmonię i kontrapunkt. Zafascynowany występem kontratenora Fabrice’a di Falco, którego miał okazję wysłuchać na koncercie muzyki barokowej w jednym z kościołów w Paryżu, postanowił bliżej poznać ten rodzaj śpiewu. W 1996 roku rozpoczął naukę śpiewu u Nicole Fallien, następnie kształcił się w tym kierunku na wydziale muzyki dawnej w konserwatorium paryskim u Michela Laplenie, Kennetha Weissa i Sophie Boulin.
Jako kontratenor zadebiutował w roku 1999 na festiwalu w Royaumont partią Ismaela w oratorium Alessandra Scarlattiego „Sedecia, rè di Gerusalemme”. Występ Jaroussky’ego został znakomicie przyjęty przez publiczność i zaowocował kontraktem z wytwórnią płytową Virgin Classics. Kilka lat później wyjątkowe możliwości wokalne śpiewaka doceniło także jury Victoires de la Musique Classique, przez które został ogłoszony operową rewelacją roku 2004.
W 2009 roku jury festiwalu towarzyszącego Międzynarodowym Targom Muzycznym MIDEM w Cannes przyznało mu Midem Classical Awards 2009 w dwóch kategoriach: Artysta roku oraz Muzyka barokowa (za album Carestini – The Story of a Castrato).
W repertuarze Jaroussky’ego znajdują się m.in. utwory Monteverdiego, Händla i Vivaldiego. Regularnie współpracuje z Jeanem Tubérym, Markiem Minkowskim, René Jacobsem, Fabiem Biondim i zespołami Ensemble La Fenice, Ensemble Matheus, Les Arts Florissants, Les Musiciens du Louvre oraz Europa Galante. Jest współzałożycielem Artaserse Ensemble. Koncertuje w największych salach operowych na całym świecie.

## Występy w Polsce
Philippe Jaroussky kilkanaście razy gościł w Polsce.
- 25 marca 2005 – w ramach festiwalu Misteria Paschalia wystąpił w Filharmonii im. K. Szymanowskiego w Krakowie z zespołem Arte Dei Suonatori[3].
- 19 listopada 2006 – w ramach XV Górnośląskiego Festiwalu Sztuki Kameralnej wystąpił w Muzeum Zamkowym w Pszczynie wraz z zespołem Arteserse z programem „Muzyka w czasach kastratów na dworze wersalskim”[4].
- 20 grudnia 2007 – z Sinfoniettą Cracovią (na zakończenie sezonu) w Filharmonii Krakowskiej[5]
- 23 stycznia 2009 – w ramach krakowskiego cyklu Opera Rara zaśpiewał partię Alcesta w koncertowej wersji „Herkules nad Termodontem” A. Vivaldiego pod dyrekcją Fabia Biondiego[6].
- 30 listopada 2009 – w ramach tournée promującego płytę „J.C. Bach: La dolce fiamma – Forgotten castrato arias” wystąpił razem z orkiestrą Concerto Köln w Katowicach, na koncercie kończącym Festiwal Ars Cameralis[7].
- 3 kwietnia 2010 – w ramach festiwalu Misteria Paschalia wystąpił w Kaplicy św. Kingi w Kopalni Soli w Wieliczce z zespołem L’Arpeggiata kierowanym przez Christinę Pluhar[8]
- 21 kwietnia 2011 – w ramach krakowskiego festiwalu Misteria Paschalia wystąpił w Filharmonii im. K. Szymanowskiego z zespołem L’Arpeggiata kierowanym przez Christinę Pluhar w koncercie Via Crucis[9].
- 22 stycznia 2012 – występ w Filharmonii Łódzkiej z zespołem L’Arpeggiata kierowanym przez Christinę Pluhar w koncercie „Los Pájaros Perdidos: de Monteverdi a Piazzolla”[10]
- 17 czerwca 2012 – występ w Filharmonii Poznańskiej z Marie Nicole Lemieux i Ensamble Artaserse w koncercie „Zapomniane arie kastratów”[11].
- 8 grudnia 2013 – występ w Filharmonii Narodowej z Nathalie Stutzmann i zespołem Orfeo 55 w koncercie arii i duetów z oper Vivaldiego i Händla[12][13]
- 5 września 2016 – z zespołem Ensemble Artaserse w NFM w ramach 51. Festiwalu Wratislavia Cantans[14]

## Role operowe
- Adolfo – „Faramondo” Georg Friedrich Händel
- Alceste – „Ercole sul Termodonte” Antonio Vivaldi
- Alecto – zarzuela „Celos aun del aire matan” Juan Hidalgo
- Andronico – „Bajazet” Antonio Vivaldi
- Anfion – „Niobe, Regina di Tebe” Agostino Steffani[15]
- Arbace – „Catone in Utica” Antonio Vivaldi
- Artaserse – „Artaserse” Leonardo Vinci
- Eustazio – „Rinaldo” Georg Friedrich Händel[16]
- Ismaele – oratorium „Sedecia, Re di Gerusalemme” Alessandro Scarlatti
- Megacle – „L’Olimpiade” Antonio Vivaldi
- Mercurio – „L’incoronazione di Poppea” Claudio Monteverdi[17]
- Nerone (Neron) – „L’incoronazione di Poppea” Claudio Monteverdi
- Nerone (Neron) – „Agrippina” Georg Friedrich Händel
- Orphée (Orfeusz) – „Orphée et Eurydice” Christoph Willibald Gluck
- Osmino – „La fida ninfa” Antonio Vivaldi
- Rinaldo – „Rinaldo” Georg Friedrich Händel
- Roberto – „Griselda” Antonio Vivaldi
- Ruggiero – „Orlando furioso” Antonio Vivaldi
- Sant’ Alessio (św. Aleksy) – „Il Sant’Alessio” Stefano Landi
- La Speranza (Nadzieja) – „L’Orfeo” Claudio Monteverdi
- Sesto – „Giulio Cesare in Egitto” Georg Friedrich Händel
- Telemaco – „Il ritorno d’Ulisse in patria” Claudio Monteverdi
- Tolomeo (Ptolomeusz) – „Giulio Cesare in Egitto” Georg Friedrich Händel
- Zelim – „La verità in cimento” Antonio Vivaldi

## Dyskografia

### CD

#### Płyty solowe
1. Musiche Varie a voce sola Benedetto Ferrari (Ambroisie, 2003)
2. Un concert pour Mazarin (Virgin Veritas, 2004)
3. Vivaldi virtuoso cantatas Antonio Vivaldi (Virgin Classics, 2005)
4. Beata Vergine (Virgin Classics, 2006)
5. Vivaldi Heroes Antonio Vivaldi (Virgin Classics, 2006)
6. Carestini – The story of a Castrato. (Virgin Classics, 2007)
7. Airs d’opéras et cantates Antonio Vivaldi (Fnac, 2008)
8. Opium. Mélodies françaises (Virgin Classics, 2009)
9. J.C. Bach La dolce fiamma – Forgotten castrato arias (Virgin Classics, 2009)
10. Stabat Mater. Motets to Virgin Mary (Virgin Classics, 2010) – nowe wydanie płyty Beata Vergine.
11. Les Stars Du Classique: Philippe Jaroussky (Virgin Classics, 2010)[18]
12. Caldara in Viena. Forgotten castrato arias (Virgin Classics, 2010)[19]
13. Duetti, razem z Maxem Emanuelem Cenciciem (Virgin Classics, 2011)[20]
14. The Voice (Virgin Classics, 2012)
15. Farinelli. Porpora Arias (Erato/Warner Classics, 2013)
16. Vivaldi Pieta sacred works for alto (Erato/Warner Classics, 2014)
17. The Handel Album (Erato/Warner Classics, 2017).

#### Rejestracje oper (i zbliżone)
1. Oratorium „Sedecia, Re di Gerusalemme” Alessandro Scarlatti (Virgin Veritas, 2000)
2. Opera „L’incoronazione di Poppea” Claudio Monteverdi (K617, 2000)
3. Oratorium „La morte delusa” Giavanni Battista Bassani (Opus 111, 2002)
4. Opera „Catone in Utica” Antonio Vivaldi (Dynamic, 2002)
5. Opera „La verità in cimento” Antonio Vivaldi (Naive, 2003)
6. Opera „Agrippina” Georg Friedrich Händel (Dynamic, 2004)
7. Opera „Orlando furioso” Antonio Vivaldi (Naïve/Opus 111, 2004)[21]
8. Opera „L’Orfeo” Claudio Monteverdi (Dynamic, 2005)
9. Opera „Griselda” Antonio Vivaldi (Naive, 2006)
10. Opera „La fida ninfa” Antonio Vivaldi (Naive, 2008)
11. Opera „Faramondo” Georg Friedrich Händel (Virgin Classics, 2009)
12. Opera „Ercole su’l Termodonte” Antonio Vivaldi (Virgin Classics, 2010)[22]
13. Requiem d-moll, Op. 48. Cantique de Jean Racine, Op. 11. Gabriel Fauré. (Virgin Classics, 2011)
14. Opera „Artaserse” Leonardo Vinci (Virgin Classics, 2012)

#### Udział w nagraniach innych wykonawców
1. Vêpres pour le Pére la Chaize Pierre Menault (K617, 2001)
2. Selva morale e spirituale Claudio Monteverdi (Ambronay Edition, 2005)
3. Magnificat Johann Sebastian Bach – Dixit Dominus Georg Friedrich Händel (Virgin Classics, 2007)
4. Nisi Dominus/Stabat mater Antonio Vivaldi (Naive, 2008)
5. Lamenti (Virgin Classics, 2008)
6. Teatro d’Amore Claudio Monteverdi (Virgin Classics, 2009)
7. Via Crucis (Virgin Classics, 2010)
8. Via Crucis [Ltd. Edition CD+DVD] (Virgin Classics, 2010)
9. Los Pajaros Perdidos (Virgin Classics, 2012)[23]
10. Une Fête Baroque! (Virgin Classics, 2012)
11. Mission. Cecilia Bartoli (Decca, 2012)

#### Kompilacje wcześniejszych nagrań, składanki
1. Vivaldi Operas Antonio Vivaldi (Naive, 2004)
2. Vivaldi, Il Furioso! Antonio Vivaldi (Naive, 2006)
3. Vivaldi Adagios. Antonio Vivaldi (Virgin Classics, 2007)
4. Classique & Zen (Naive, 2007)
5. La verità in cimento. Extraits Antonio Vivaldi (Naive, 2007)
6. Opera New Generation – Greatest Arias (Virgin Classics, 2007)
7. The Opera Project – Arias (Virgin Classics, 2007)
8. Maison d’artistes 10 ans et toujour. (Naive, 2008)
9. Orlando furioso. Extraits Antonio Vivaldi (Naive, 2008)
10. The Vivaldi Edition Operas Antonio Vivaldi (Naive, 2008)
11. Opera New Generation – Great Duets (Virgin Classics, 2008)
12. La folie Vivaldi (Radio Classique) Antonio Vivaldi (Naive, 2008)[24]
13. Best of Klassik 2008 (Sony Classical, 2008)
14. Altus – From Castrato To Countertenor (Virgin Classics, 2009)
15. George Frederic Handel – Arias & Duets (The Anniversary Edition 1759-2009) (Virgin Classics, 2009)
16. Esprit Baroque (Naive, 2009)
17. Esprit Zen (Naive, 2009)
18. Opera 2009 (EMI Classics, 2009)
19. Handel – Un’opera immaginaria (Virgin Classics, 2009)
20. Soleil. Les classiques au soleil (Naive, 2009)
21. Les dix plus grandes émotions classiques (Naive, 2009)
22. 100 Best Adagio Voices (EMI Classics 2009)[25]
23. Classical 2010 (EMI Classics 2009)
24. Resonanzen 2009 „Lustgärten” (Orfeo, 2009)
25. The Record of Singing 1953 – 2007 Volume 5: From the LP to the Digital Era. (EMI Classics, 2009)
26. Vivaldi! / Marie-Nicole Lemieux (Naive, 2009)
27. Opera 2010 (EMI Classics, 2010)
28. L’univers des Castrats: La voix des anges (EMI Classics, 2010)[26]
29. Sandrine Piau: Vivaldi! (Naive, 2010)
30. Vivaldi: Opera Highlights. La verità in cimento; Juditha Triumphans; L’Olimpiade (Naive, 2010)
31. Essential Vivaldi (EMI Classics, 2011)
32. Opera 2011 (EMI Classics, 2011)[27]
33. Classical 2011 (EMI Classics, 2011)[28]
34. The Best Opera... Ever! (EMI Music Poland, 2011)
35. Vivaldi – Spinosi (Naive, 2011)
36. 50 Best Händel (EMI Virgin Classics, 2011)[29]
37. Vivaldi Best Loved Adagios (EMI Virgin Classics, 2011)[30]
38. 100 Best Händel (EMI Virgin Classics, 2011)[31]
39. Venise Vivaldi Versailles (Naive, 2011)[32]
40. Sur les traces de Vivaldi (Naive, 2011)[33]
41. Great Opera Duets (Virgin Classics 2011)
42. Bellisimo Baroque (Handel & Vivaldi Arias) (Dynamic, 2011)[34]
43. Classical 2012 (Virgin Classics 2011)
44. Angel Voices. The Magic of the Castrati (Virgin Classics 2011)[35]
45. Vivaldi pour les nouls (EMI Music France 2011)
46. Baroque Spirit (Universal Music Polska 2012)[36]
47. Voices of Heaven (Virgin Classics, 2012)[37]
48. L’Apprenti sorcier [et al.]. Paul Dukas. (EMI Classics, 2012)
49. Classical 2013 (EMI Classics, 2012)**
50. Contre-ténors (Naive, 2013)
51. Opera 2013 (Virgin Classics 2013)
52. Vivaldi Operas. Vol. 2. Antonio Vivaldi (Naive, 2013)

#### Inne
1. Carte blanche. Philippe Jaroussky. Mes Divas (Fnac, 2008)

### DVD/Blu-ray
1. Opera Agrippina Georg Friedrich Händel (Dynamic, 2004)
2. Opera L’Orfeo Claudio Monteverdi (Guild, 2005)
3. Opera Il Sant’Alessio Stefano Landi (Virgin Classics, 2008)
4. L’univers des Castrats. La voix des anges. [2CD + 1 DVD] (Virgin Classics 2010)
5. Via Crucis [Ltd. Edition CD+DVD] (Virgin Classics, 2010)
6. Duetti. Giovanni Bononcini [i in.]. [Edition spéciale Fnac CD+DVD] (Virgin Classics, 2011)
7. Opera Orlando Furioso Antonio Vivaldi (Naive, 2011)[38]
8. Opera L’Incoronazione di Poppea. Claudio Monteverdi (Virgin Classics 2012)
9. Mission. Cecilia Bartoli [DVD/BLURAY] (Decca, 2012)
10. La Voix Des Rêves. Greatest Moments In Concert [DVD/BLURAY] (Virgin Classics, 2012)